# 酒店風雲
《酒店風雲》，是香港電視廣播有限公司拍攝製作的時裝商戰電視劇，於2005年8月15日至9月23日期間首播，共30集，由馬德鐘、郭可盈、吳卓羲及官恩娜領銜主演，並由姜大偉及姚子羚聯合演出，監製潘嘉德。

## 演員表

### 高家
| 演員   | 角色  | 關係/暱稱 |
| 盧海鵬 | 高 山 | 冒名為曾大海、張丁旺，警方資料姓名為陳大海 老千 高峰之父 曾失憶，於第21集恢復記憶 第17集登場 於第17集利用天仙局騙取李開朗的金錢 於第19集與高峰重遇 於第20集催眠治療想起部分記憶 於第21集被王啟傑出賣 於第22集潛逃台灣被尋仇而失蹤，讓高峰誤會其間接遭王家三兄弟害死，後被漁民獲救 於第30集聯同高峰，王家三兄弟一起對付鄭永發 |
| 馬德鐘 | 高 峰 | Martin 原名高浩東 酒店杀手，专门看注生意最差的酒店 曾經在美國入獄 第2集成為新任「皇廷酒店」董事局主席，第29集退任 香港Luca之東主（第30集） 於第14集為和上海「皇廷酒店」續約前往美國融資 於第15集委託人假意綁架洪總並誣衊是韓國財團做的，後被發現而失去上海皇廷之經營權 於第18集被鄭永發誣衊買兇殺害王玉廷而遭王家三兄弟圍毆至重傷並開始對立為敵 於第21集失去東山園計劃 於第22集誤以為高山已死，車禍受傷 於第29集為向王家報仇而假意跟鄭永發聯手逼害三兄弟 於第30集功成身退交還酒店給王家三兄弟並和好 高山之子 顧碧琦之男友 鄭永發之天敵 龍國祥之上司兼好友 |

### 王家
| 演員   | 角色   | 關係/暱稱 |
| 劉 丹  | 王玉廷 | 「皇廷酒店」創辦人兼董事局主席 鄭月鳳、何潔雲之夫 王啟業、王啟志、王啟傑之父 葉茱莉之老爺 鄭永發之姐夫 林雪卿之姑爺 鄭可兒之姑丈 於第1集遇上車禍身亡 （特别演出） |
| 程可為 | 鄭月鳳 | 鄭永發之姊 王玉廷之妻 王啟業、王啟志之母 葉茱莉之奶奶 林雪卿之大姑 鄭可兒之姑媽 已去世 |
| 韓馬利 | 何潔雲 | 何姑娘 鄭月鳳之看護 王玉廷之二姨太 王啟傑之母 王啟業、王啟志之繼母 葉茱莉之繼奶奶 鄭可兒之繼姑媽 |
| 蔡子健 | 王啟業 | 大少爺、阿業、大表哥（鄭可兒專稱） 「皇廷酒店」高層，曾被辭退，後於第16集復職並為副總經理 皇延爆鑊留言版版主 王玉廷、鄭月鳳之長子 何潔雲之繼子 鄭永發、林雪卿之外甥 王啟志之兄，與其不和，後於第10集和好 王啟傑之同父異母之兄，與其不和，於第10集和好 鄭可兒之表哥 葉茱莉之夫，曾鬧離婚，於第13集和好 一度與高峰反目，後和好 於第1集被王啟傑绑架 於第10集被王啟傑迷暈帶出海 於第12集得知Julie重拍戲到片場阻止 於第13集見到「西丹國」儲妃掉入泳池中救其，被葉茱莉看見誤以為其不忠 於第18集得知高峰買凶殺王玉廷，打傷其入院 |
| 楊婉儀 | 葉茱莉 | Julie、王太 「皇廷酒店」高層，曾被辭退，後於第13集復職，並為高層助理 王玉廷，鄭月鳳之媳 何潔雲之繼媳 鄭永發、林雪卿之外甥媳婦 王啟業之妻，曾鬧離婚，於第13集和好 王啟志之大嫂 王啟傑同父異母之大嫂 鄭可兒之表嫂 於第12集重回拍戲工作 於第13集為王啟業推掉拍戲工作及與其和好 於第20集懷孕 於第30集誕下王啟業之子 |
| 莫家堯 | 王啟志 | 二少爺、阿志、二表哥（鄭可兒專稱） 「皇廷酒店」高層，曾被辭退，後於第16集復職並為副總經理 王玉廷、鄭月鳳之次子 何潔雲之繼子 鄭永發、林雪卿之外甥 王啟業之弟，與其不和，於第10集後和好 葉茱莉之二叔 王啟傑之同父異母之兄，與其不和，於第10集和好 鄭可兒之表哥 一度與高峰反目，後和好 初時喜歡顧碧琦 於第1集被王啟傑绑架 於第7集賭博輸二千萬，為還債而出賣皇延酒店客人資料 於第8集被高峰當眾揭發出賣客人資料，迫其辭退 於第10集被王啟傑迷暈帶出海 於第13集代王啟業送花給葉茱莉 於第18集得知高峰買凶殺王玉廷，打傷其入院 |
| 吳卓羲 | 王啟傑 | 三少爺、阿傑、三表哥（鄭可兒專稱）、傑仔 於第3集起加入皇庭，後為「皇廷酒店」副總經理，第16集為總經理 王玉廷、何潔雲之子 鄭永發、林雪卿之繼外甥 曾經坐監 王啟業、王啟志同父異母之弟，與其不和，於第10集和好 葉茱莉之小叔 李開朗之好友，與其在獄中認識 李開心之好友，後為男友 鄭可兒無血緣之表哥兼喜歡／追求對象 一度與高峰反目，後和好 於第1集出獄并绑架王啟業与王啟志以威胁王玉廷 於第10集黑色暴雨情況下帶王啟業、王啟志出海阻止其轉賣股份給鄭永發 於第18集得知高峰買凶殺王玉廷，打傷其入院 於第21集設局陷害高山商業詐騙，高峰失去東山園計劃 於第22集與鄭可兒發生關係 於第25集前往菲律賓 於第28集返回香港並被鄭永發派人毆打 於第30集為「皇廷酒店」之董事局主席 童年由丘梓宏飾演 |
| 馮素波 | 陸常歡 | 王家家傭 |
| 陳狄克 | -      | 王家司機 |

### 顧家
| 演員   | 角色   | 關係/暱稱 |
| 白 茵  | 林慧嫻 | 嫻姨 顧碧琦之姨母 顧家勤之姨婆 患有心臟病 於第15集因行樓梯上樓引致心臟病發 |
| 何啟南 | 忠     | 顧碧琦之前夫 顧家勤之父 |
| 郭可盈 | 顧碧琦 | Becky 「皇廷酒店」之公關部主管 林慧嫻之侄女 顧家勤之母 忠之前妻 高峰之女友 鄭永發前下屬，為鄭永發打聽情報 王啟志之喜歡對象（初時） 於第8集被王啟志迷暈險被強姦 於第15集利用高峰之感情得知洪總，張總的消息 於第17集因高峰而感動決定不再幫助鄭永發做事，間接令其失去董事局之位 |
| 吳諾弘 | 顧家勤 | 勤仔 忠、顧碧琦之子 林慧嫻之姨甥孫 |

### 鄭家
| 演員   | 角色   | 關係/暱稱 |
| 程可為 | 鄭月鳳 | 參見王家 |
| 姜大偉 | 鄭永發 | 本剧终极大反派 Fred 「皇廷酒店」之股東，第29集成為「皇廷酒店」董事局主席，第30集被高山、高峰、王家三兄弟一起對付 「港發旅行社」之東主 鄭月鳳之弟 林雪卿之前夫 鄭可兒之父 王玉廷之舅仔 王啟業、王啟志之舅父 王啟傑之继舅父 高峰、龍國祥之天敵 顧碧琦之前上司 陷害高峰、王家三兄弟 於第11集與高峰合作加入「皇廷酒店」董事局 於第14集得悉高峰到美國找融資和上海「皇廷酒店」續約，設局陷害高峰 於第15集與韓國財團連手收購上海皇廷 於第17集被高峰揭發與韓國財團合作，與王家三兄弟反目，並被動議踢出董事局 於第18集買凶誣衊高峰害死王玉廷 於第28集派人毆打王啟傑 於第30集誤滾落樓梯而變成植物人 |
| 陳秀珠 | 林雪卿 | 鄭可兒之母 鄭永發之前妻 鄭月鳳之弟媳 王玉廷之舅嫂 王啟業、王啟志之舅母 王啟傑之繼舅母 曾經患有產後抑鬱症 於第23集出場 |
| 姚子羚 | 鄭可兒 | Chloe 「皇廷酒店」傳訊部見習生 鄭永發、林雪卿之女 王玉廷、鄭月鳳之姪女 何潔雲之繼姪女 王啟業、王啟志之表妹 王啟傑無血緣之表妹 葉茱莉之表小姑 喜歡並追求王啟傑 綠茶婊，李開心之情敵，並陷害之，最後反目 龍國祥之女友 於第11集出場 於16集色誘銀行家Benny Ma解決皇廷酒店債務問題 於第16集為陷害李開心而刪除飛揚航空資料 於第18集陪同何潔雲開啟王玉廷保險箱發現高峰之信並偷取該信 於第19集刪除王啟傑留給李開心的訊息，並同集向王啟傑表白讓李開心看見 於第22集與王啟傑發生關係 於第27集被巴士撞至半身不遂                                                                                      |

### 李家
| 演員   | 角色   | 關係/暱稱 |
| 李鴻杰 | 李 堅  | 堅記（李開朗專稱） 魚檔老闆 羅美彩之夫 李開朗、李開心之父 |
| 李 楓  | 羅美彩 | 魚檔老闆娘 李堅之妻 李開朗、李開心之母 |
| 羅貫峰 | 李開朗 | 朗哥（李堅專稱）、阿朗 李堅、羅美彩之子 李開心之兄 曾經坐監 雞哥江湖兄弟，手下 王啟傑之好友，與其在獄中認識 陳大海之徒弟 於第17集中了跑馬三T，在深圳買下曾大海之卡拉OK生意，結果是天仙局 於第21集因王啟傑出賣高山，而反目 於第22集與高山潛逃台灣，被仇家尋仇而墮海受重傷                                                     |
| 官恩娜 | 李開心 | 開心 皇廷酒店保安，後轉至市場營業部 李堅、羅美彩之女 李開朗之妹 王啟傑之好友，後為女友 鄭可兒之情敵，被其陷害 於第6集任職皇廷酒店保安協助王啟傑 於第14集轉至市場營業部 於第18集看到保安部CCTV後曾懷疑鄭可兒陷害自己 於第18集被王啟傑誤會其中傷鄭可兒 於第22集因李開朗受傷而責備王啟傑 於第23集親眼目睹鄭可兒惡行，而與其反目 |

### 皇廷酒店
| 演員   | 角色               | 關係/暱稱 |
| 劉 丹  | 王玉廷             | 參見王家 |
| 郭德信 | 唐興貴             | 「皇廷酒店」股東（佔5%股權） |
| 江 漢  | 董 波              | 「皇廷酒店」股東（佔5%股權） |
| 蔡國慶 | 曾建富             | 「皇廷酒店」股東（佔5%股權） |
| 姜大偉 | 鄭永發             | 參見鄭家 |
| 馬德鐘 | 高 峰              | 參見高家 |
| 駱應鈞 | 吳錦權             | 權叔 「皇廷酒店」之私人助理 曾有酒店界「鏈盤王」(即指酒店入住率操盤手)之稱 於第9集得悉高峰目的，決定辭退 於第10集受王啟業，王啟志，王啟傑三人阻止返回澳洲並留下協助三人 |
| 蔡子健 | 王啟業             | 參見王家 |
| 莫家堯 | 王啟志             | 參見王家 |
| 吳卓羲 | 王啟傑             | 參見王家 |
| 楊婉儀 | 葉茱莉             | 參見王家 |
| 張松枝 | 張俊輝             | Patrick 「皇廷酒店」之采购部主管职员 「皇廷酒店」之餐务部主管 後被高峰派出接管營業部                                                                                    |
| 郭可盈 | 顧碧琦             | 參見顧家 |
| 郭政鴻 | 龍國祥             | Mark 律師 高峰之私人助理兼好友 鄭可兒之男友 鄭永發之天敵 於第11集成為「皇廷酒店」總經理 於第15集幫助高峰脫身，而引咎辭職                                                |
| 古明華 | 藍偉光             | 「皇廷酒店」保安部主管 |
| 葉振聲 | 雷智升             | 「皇廷酒店」保安 |
| 官恩娜 | 李開心             | 參見李家 |
| 虞天偉 | 潘紹基             | Kelvin 「皇廷酒店」餐飲部主管 於第26集被發現懷疑涉嫌策動挖角事件而被勒令離職                                                                                            |
| 曾慧雲 | Annie              | 「皇廷酒店」客房銷售部主管 |
| 簡慕華 | Elaine             | 高峰之秘書 後因泄露酒店機密被高峰解雇，實為引出鄭永發把柄 |
| 宋芝齡 | 王啟傑的秘書       | |
| 朱婉儀 | 鄭永發的秘書       | |
| 姚子羚 | 鄭可兒             | 參見鄭家 |
| 鍾志光 | Wilson Fong        | 新加坡人 鄭永發的財務顧問 |
| 楊瑞麟 | 方世豪             | Raymond 「皇廷酒店」接待員 |
| 魯文傑 | 趙信明             | 「皇廷酒店」接待員 |
| 李彩寧 | 楊麗花             | 「皇廷酒店」接待員 |
| 周家怡 | 卓英媛             | 「皇廷酒店」接待員 |
| 魯振順 | 劉定仁             | 「皇廷酒店」行政總廚 |
| 李雨陽 | -                  | 「皇廷酒店」廚師 |
| 柯 嵐  | -                  | 「皇廷酒店」廚師 |
| 高俊文 | -                  | 「皇廷酒店」廚師 |
| 陳安瑩 | 郭巧蓉             | 「皇廷酒店」清潔員 |
| 黃鳳瓊 | 湯鳳玲             | 「皇廷酒店」清潔員 |
| 梁珈詠 | -                  | 「皇廷酒店」接待員 |
| 沈可欣 | 周少芳             | |
| 伍慧珊 | 伍佩珊             | |
| 蘇恩磁 | 許美清             | May |
| 湯俊明 | James              | |
| 彭冠中 | 陶子齊             | |
| 林遠迎 | 鍾耀昌             | YC 「皇廷酒店」會計經理 |
| 胡 楓  | 韓先生             | 「皇廷酒店」住客（第3集） |
| 黎 宣  | 韓太太             | 「皇廷酒店」住客（第3集） |
| 李成昌 | 楊 揚              | 「皇廷酒店」住客（第7集） 國際棋王 |
| 嘉碧儀 | 「西丹国」儲妃     | 「皇廷酒店」住客（第13集） |
| 劉桂芳 | 「西丹国」儲妃隨從 | 「皇廷酒店」住客（第13集） |

### 其他演員
| 演員   | 角色         | 關係/暱稱                                                                                                  |
| 曹永廉 | 韓志彬       | Benjamin 菲律宾「女神旅運」總經理 喜欢李开心，邀请其到菲律宾工作 第19集登場 於第19集酒店酒吧醉酒巧遇李開心 |
| 胡定欣 | 馬麗雅       | Maria 菲律宾「陽光海灣酒店」總經理 高峰前下属，受高峰所托协助王启杰 曾被洪運來醉酒鬧事所挾持               |
| 陳山聰 | 洪運來       | 酒店住客 後醉酒鬧事挾持馬麗雅                                                                              |
| 招石文 | 金老闆       | 鄭永發的生意伙伴                                                                                           |
| 王俊棠 | 豹 哥        | 黑社會頭目                                                                                                 |
| 陳 琪  |              | 顧碧琦之友 年轻时在美国与酒醉后的高峰发生一夜情                                                            |
| 朱凱婷 | Heidi        | 葉茱莉之好友                                                                                               |
| 郭卓桦 | 雞 哥        | 李開朗之江湖兄弟 受王玉廷所託暗中保護王啟傑                                                                |
| 祝文君 | 葉小姐       | |
| 鄺佐輝 | 潘先生       | |
| 梁健平 | 梁先生       | |
| 王基信 | 徐振強       | |
| 張智軒 | Sunny        | |
| 徐 榮  | 警 員        | |
| 凌禮文 | 東 叔        | |
| 孫季卿 | 單眼伯       | |
| 陳念君 | 少 婦        | |
| 陳念君 | 天氣小姐     | |
| 翟兆麟 | 債 主        | |
| 鄭家生 | 囚 犯        | 於第1集為替囚犯兄弟報仇而挑釁王啟傑                                                                        |
| 邵卓堯 | 豬 頭        | |
| 黃子衡 | 記 者        | |
| 李霖恩 | 記 者        | |
| 羅天池 | 記 者        | |
| 何偉業 | 阿 虎        | |
| 鍾沛枝 | Moon         | |
| 楊鴻俊 | 鄧廣恆       | |
| 黃文標 | CID          | |
| 李啟傑 | CID          | |
| 何婷恩 | 警 員        | |
| 王維德 | 供應商       | |
| 華忠男 | 生果佬       | |
| 游 飆  | 孟潤良       | |
| 黃樂兒 | 施映紅       | |
| 林欣熹 | 駱瑞霞       | |
| 魏惠文 | 余律師       | |
| 黃芋晴 | 模特兒       | |
| 楊秀惠 | 模特兒       | |
| 劉家聰 | 模特兒       | |
| 蔡淇俊 | 模特兒       | |
| 何綺雲 | Suzie        | |
| 葉 暐  | 洪家榮       | |
| 張達倫 | 豹手下       | |
| 楊卓娜 | 王啟志之女友 | |
| 甘子正 | 大 漢        | |
| 曾健明 | 電影監製     | |
| 何慕琪 | 魯綺君       | |
| 鍾建文 | Jackson      | |
| 劉一飛 | 洪 總        | 上海皇廷酒店合伙人                                                                                         |
| 余子明 | 潮洲佬       | |
| 戴耀明 | 潺仔強       | |
| 胡麒豐 | Andy         | |
| 戴志偉 | 連先生       | 大嶼山皇廷酒店投資者                                                                                       |
| 溫裕紅 | 錢小姐       | 時裝設計師                                                                                                 |
| 曾守明 | 職員         | 殯儀館職員（第2集）                                                                                        |
| 許文翹 | 車禍司機     | 醉酒驾車意外撞死王玉廷的司機 出狱后受鄭永發指示誣衊高峰害死王玉廷                                          |
| 陳榮峻 | 卡拉OK經理   | |
| 陳姿穎 | 護 士        | |
| 廖麗麗 |              | |
| 張潔蓮 | 鄭可兒的好友 | |
| 李珮瑜 | 酒吧客人     | |
| 葉凱茵 | 酒吧客人     | |

## 製作

### 取景
劇中王啟傑與李開心喜歡光顧的餐室，是在油麻地美都餐室取景。

## 收視

### 香港收视
以下為本劇於香港無綫電視翡翠台之收視紀錄：
| 週次 | 集數  | 平均收視 | 最高收視 |
| 1    | 01-05 | 32點     | 34點     |
| 2    | 06-10 | 32點     | 34點     |
| 3    | 11-15 | 33點     | 35點     |
| 4    | 16-20 | 31點     | 34點     |
| 5    | 21-25 | 31點     | 36點     |
| 6    | 26-30 | 33點     | 40點     |

### 广州收视
| 月份      | 集数  | 省网 | 市网 | 合计 |
| --------- | ----- | ---- | ---- | ---- |
| 2005年8月 | 1-13  | 11.8 | 14.7 | 26.5 |
| 2005年9月 | 14-30 | 11.9 | 15.4 | 27.3 |

数据来源：CSM媒介研究 

## 拍攝地點
剧组为剧中酒店取景，曾遍访香港五星级酒店借景实地拍摄，均被婉拒，最后在苗侨伟协助下在中国内地的東莞太子酒店拍摄“香港皇廷酒店”外景戏份，在菲律宾吕宋岛北部的佬沃海景假日酒店拍摄“菲律宾阳光海景酒店”外景戏份。为配合東莞太子酒店出现的荔枝园，监制将“香港皇廷酒店”的地点设定在香港清水湾。

## 外部連結
- 無綫電視官方網頁 - 酒店風雲
- 東京放送官方網頁 - 酒店風雲[永久]

| Yummy Yummy -9月9日            | Yummy Yummy -9月9日                               | 翻新大少 9月12日-                                 | 翻新大少 9月12日-          |
| 上一套： 我的野蠻奶奶 -8月12日 | 翡翠台第二綫劇集（2005） 酒店風雲 8月15日-9月23日 | 翡翠台第二綫劇集（2005） 酒店風雲 8月15日-9月23日 | 下一套： 人間蒸發 9月26日- |
| 妙手仁心III -9月16日           | 妙手仁心III -9月16日                              | 大奧 9月19日-                                     | 大奧 9月19日-              |

| 上一套： 翡翠戀曲 -2008年2月6日 | 翡翠台凌晨重播劇集時段（2008） 酒店風雲 2008年2月12日-2008年3月25日 00:15-01:20 | 翡翠台凌晨重播劇集時段（2008） 酒店風雲 2008年2月12日-2008年3月25日 00:15-01:20 | 下一套： 賭場風雲 2008年3月26日- |

| 香港 無綫電視翡翠台 星期一至五 21:35-22:35    | 香港 無綫電視翡翠台 星期一至五 21:35-22:35 | 香港 無綫電視翡翠台 星期一至五 21:35-22:35 |
| --------------------------------------------- | ------------------------------------------ | ------------------------------------------ |
|                                               | 酒店風雲 （2005年8月15日－2005年9月23日）  |                                            |
| 我的野蠻奶奶 （2005年7月18日－2005年8月12日） | 人間蒸發 （2005年9月26日－2005年10月21日） |                                            |

| 香港 無綫電視翡翠台 星期二至六（星期一至五深夜）00:15-01:15 | 香港 無綫電視翡翠台 星期二至六（星期一至五深夜）00:15-01:15 | 香港 無綫電視翡翠台 星期二至六（星期一至五深夜）00:15-01:15 |
| ----------------------------------------------------------- | ----------------------------------------------------------- | ----------------------------------------------------------- |
|                                                             | 酒店風雲 （2008年2月12日－2008年3月25日）                   |                                                             |
| 翡翠戀曲 （2007年12月25日－2008年2月6日）                   | 賭場風雲 （2008年3月26日－2008年5月13日）                   |                                                             |